# Centralna čistilna naprava Ljubljana
Centralna čistilna naprava Ljubljana (kratica: CČN Ljubljana) je osrednja čistilna naprava Mestne občine Ljubljana, ki leži na vzhodu mesta Ljubljana (Zalog) in prečisti večino odplak iz ljubljanskega kanalizacijskega sistema. Objekt stoji na zemljišču velikem 23,8 hektarjev. Vanjo se odvede večino odpadnih voda iz Ljubljane. Očiščena voda se potem odvede v reko Ljubljanico tik pred njenim izlivom v Savo.

## Zgodovina
Zasnova centralne čistilne naprave Ljubljana sega v leto 1989, ko je bila izdelana prva projektna dokumentacija za gradnjo prve faze CČN Ljubljana z mehanskimi objekti čiščenja.
Centralna čistilna naprava Ljubljana je leta 2005 končala drugo fazo posodobitve; 10. avgusta so jo poskusno zagnali in 21. septembra istega leta je pričela tudi uradno delovati. Sedaj uporablja mehanski in biološki postopek, dnevno prečisti od 70.000 m³ do 100.000 m³ odpadne vode; povprečno 80.000 m³. Letno pa približno 28 milijonov kubičnih metrov vode. Zmogljivost čistilne naprave je 360.000 populacijskih enot (PE). 1 PE ustreza onesnaženju, ki ga povzroči 1 prebivalec na dan.

## Delovanje čistilne naprave
- Linija vode: Uporabljajo različne faze čiščenja, kot so lovilec kamenja, grablje, lovilec maščob in peskolov, se iz vode odstranijo trdni odpadki in maščobe. V biološki stopnji, ki obsega prezračevalne bazene v velikosti 40.000 m³ in naknadnje usedalnike, ki obsegajo 25.000 m³. Iz vode odstranijo organske snovi in poteka nitrifikacija. Odpadna voda se v objektih zadržuje v povprečju 18 ur, učinek čiščenja pa znaša med 85 in 95 %. Pri čiščenju vode kot produkt mehanskega čiščenja lahko nastane približno 1.000 ton trdih odpadkov ter približno 8.000 ton posušenega blata z vsebnostjo suhe snovi več kot 90 %.
- Linija blata: V ogrevanih gniliščih se vrši nadaljnja razgradnja organskih snovi v blatu, ki ga nato zgoščajo in osušijo do vsebnosti suhe snovi nad 90 odstotkov. Pri postopku razgradnje blata nastaja bioplin.